# Pedro Cortés y Mendoza
Pedro Cortés y Mendoza, Pedro Cortés Mendoza, Pedro Cortés Monroy y Mendoza o Pedro Cortés i Mendoza (La Serena, 1637; † La Serena, 1717) fue un militar y gobernante de La Serena, ciudad perteneciente en esa época a la Capitanía General de Chile o Reino de Chile.

## Biografía
Nació en La Serena el año 1637, sus padres fueron Gregorio Cortés Monroy y Tobar e Isabel de Mendoza y Aguirre, el primero era descendiente de Pedro Cortes de Monroy.
Pedro Cortés y Mendoza fue dueño de la chacras de Cerrillos, Limarí y una viña en el valle de Elqui.

## Cargos públicos
Entre los años 1689 y 1691 es elegido Corregidor de La Serena; En 1690 fue subdelegado de la misma ciudad.

## Familia
Casó en 1669 con Agustina de Godoy y Galleguillos con la cual tuvo diez hijos.

## Hechos de armas frente a piratas
Tuvo una destacada actuación en la defensa de La Serena contra el pirata inglés Edward Davis el 15 de septiembre de 1686,. En mayo de ese mismo año Pedro Cortés también logró derrotar a los piratas de William Knight en el puerto de Tongoy. En honor a estos hechos se le consideró en vida como "el héroe de Tongoy".

## Fallecimiento
Falleció en la ciudad de La Serena el 31 de agosto de 1717, siendo sepultado con entierro mayor en la iglesia de San Francisco.